# Ibrahim Maalouf
Ibrahim Maalouf  é um músico (trompetista e pianista), compositor, arranjador e professor de trompete franco-libanês. Ele nasceu no dia  5 de dezembro 1980 em Beirute (Líbano).

## Biografia
Ibrahim nasceu numa família de intelectuais e de artistas: filho do trompetista Nassim Maalouf e da pianista Nada Maalouf, sobrinho do escritor Amin Maalouf e neto de Rushdi Maalouf, jornalista, poeta e musicólogo. Ibrahim Maalouf é o único trompetista no mundo a tocar música árabe com um trompete de quarto de tom, inventado por seu pai, nos anos 60. Ibrahim foi também premiado nos maiores concursos de trompete clássico do mundo. Em julho de 2010, ele recebeu a Vitória da Revelação Instrumental do ano (prêmio Franck Ténot) nas Vitórias do Jazz em Juan-les-Pins (França).

## Seu começo
Sua família foge do Líbano en plena guerra civil e Ibrahim cresce num subúrbio de Paris com seus pais e sua irmã mais velha de dois anos. Ele continua seus estudos até os 17 anos e obtêm o “baccalauréat” geral científico (especializado em matemáticas) no liceu Geoffroy-Saint-Hilaire de Etampes (França)
Ele comença a tocar trompete aos 7 anos de idade com seu pai Nassim Maalouf, antigo aluno de Maurice André no Conservatório Nacional Superior de Música e Dança de Paris. Seu pai lhe ensina também a técnica clássica, o repertório barroco, clássico, moderno, contemporâneo e também a música árabe clássica e a arte da improvisação e dos modes árabes.
Seu pai inventou o trompete microtonal, também conhecido como trompete de quarto de tom, que permite tocar maqâms árabes com trompete. Ibrahim tem uma outra particularidade: ele començou a tocar trompete muito jovem. Desde a idade de 9 anos, ele acompanha o pai num duo na Europa e no Oriente Médio, com um repertório barroco: Vivaldi, Purcell, Albinoni etc... É assim que ele descobre o público e que o público descobre ele lentamente. Aos 15 anos, Ibrahim é descoberto pelos profissionais quando, num concerto, com uma orquestra de câmara, ele interpreta o Segundo Concerto de Brandeburgo de Bach, considerado por numerosos trompetistas como a obra mais difícil do repertório clássico do trompete. Alguns anos mais tarde, Ibrahim encontra Maurice André que o encoraja a tornar-se um músico profissional. Ibrahim decide então abandonar seus estudos científicos para dedicar-se totalmente à música.

## Percurso clássico
Depois de um concurso, Ibrahim entra no Conservatório Regional de Paris (CNR de Paris Conservatoire à Rayonnement Régional) para um curso de dois anos. Depois de um outro concurso, ele entra no Conservatório nacional superior de música e dança de Paris (CNSM de Paris Conservatoire National Supérieur de Musique et de Danse de Paris), na sala de Antoine Curé, para seguir um curso de três anos. Ele recebe os diplomas destes estabelecimentos reputados, considerados como os mais ambiciosos na área da música clássica, mas ao mesmo tempo, durante estes cinco anos de estudos, Ibrahim se apresenta em concursos nacionais e internacionais de trompete, com a vontade de descobrir o máximo dos repertórios de trompete e de desenvolver a têcnica.
Entre 1999 e 2003, Ibrahim é premiado em 15 concursos no mundo inteiro. Os prêmios mais prestigiosos que ele recebe são o primeiro prêmio do concurso internacional de trompete da Hungria em Pilisvörösvár em 2001, o primeiro prêmio do National Trumpet Competition (Washington DC) 2001 e, evidentemente, o segundo prêmio ex æquo do concurso internacional da cidade de Paris Maurice-André em 2003, considerado como um dos dois mais difícis do mundo. A fundação Cziffra e a fundação Pro-Europa, patrocinada pelo príncipe da Dinamarca, o apoiaram muito no início de sua carreira clássica internacional.
Desde 2006, Ibrahim é professor de trompete no CNR de Aubervilliers-La Courneuve. Ele sucede ao grande pedagogo André Presles.
Ele é regularmente convidado para dar master classes e recitais, na França e no estrangeiro, particularmente nos Estados-Unidos onde ele é ligado à Universidade Estadual do Kansas. Ele é também frequentemente convidado para representar a França durante a conferênça do ITG (Iternational Trumpet Guild) que reúne todo ano os trompetistas do mundo inteiro para concertos e master classes.
Ibrahim também compõe para diversas orquestras clássicas. Uma de suas principais obras para trompete e orquestra foi criada no Printemps de Bourges et na catedral de Bruxelas.

## Encontros e colaborações
Ibrahim nunca abandonou o trompete árabe. Mesmo com os concursos ocupando a maioria de seu tempo, ele continua se dedicando a outros aspectos da música: a improvisação e a composição à través do jazz e da música árabe. Durante seus estudos no CNSM de Paris, Ibrahim segue muitas aulas de jazz, além das aulas de trompete clássico. Autodidata, ele se formou em jazz principalmente e com experiência em Big Band ou participando de várias bandas. Ele toca regularmente em clubes parisienses, mas muda muito de banda, procurando o som que lhe interessa.
No ano 2000, Ibrahim conhece o produtor Marc-Antoine Moreau, que lhe apresenta o violoncelista Vincent Ségal. É o início de uma longa séria de encontros:  Amadou & Mariam, Matthieu Chedid, Lhasa de Sela, Angel Parra, Jeanne Cherhal, Arthur H, Marcel Khalifé...Ibrahim se produz entre os anos 2000 e 2007 com vários cantores e músicos famosos no mundo inteiro e continua descobrindo a profissão procurando ao mesmo tempo seu próprio som.
Sua última grande colaboração aconteceu com seu amigo o cantor francês Vincent Delerm, que lhe pediu de acompanhar-lhe na turnê do álbum Les Piqûres d’araignées, que se terminou em junho de 2007.
Em novembro de 2008, Ibrahim faz parte da ópera “Wellcome to the voice” composta por Steve Nieve (tecladista de Elvis Costello) e dirigido por Muriel Teodori no Teatro do Chatelet (Paris, França). Ibrahim encontra no palco Elvis Costello, Silvia Schwartz, e o papel principal foi interpretado pelo Sting, que o descobriu e pediu para que ele tocasse numa música do seu próximo álbum, previsto para o final de Outubro de 2009.
Ibrahim volta na turnê de Vincent Delerm (em janeiro de 2009) numa versão reduzida onde ele toca piano, wurlitzer, vibrafone, teclado, bateria e trompete, até acabar seu segundo álbum que está previsto para o final do Outono de 2009.

## Música
Ibrahim compõe desde pequeno. Ele apresenta suas obras pela primeira vez somente em 1999. Seu primeiro grupo, « Farah » tinha uma tonalidade Jazz oriental bem acentuada, devido ao fato que era composta de um saxofone, um ney, uma flauta transversal, um piano, um contrabaixo, um violão, um bouzouki e de instrumentos árabes de percussão. Uma gravação ao vivo desta banda foi mostrada em canais musicais entre 2004 e 2005. A banda fez algumas tentativas em estúdio, mais não gravou nenhum álbum.
Em 2004, Ibrahim conheceu Lhasa de Sela que lhe abre as portas do mundo do Electro. Colaborando com vários artistas de música pop e rock, ele descobre novos estilos, diferentes do jazz, da música clássica ou árabe. Pouco a pouco, Ibrahim cria suas composições com uma tonalidade mais atualizada. En 2006, após numerosas tentativas musicais, ele conheceu Alejandra Norambuena Skira, (do fundo de ação da SACEM) que lhe apresenta o produtor Jean-Louis Perrier. É ele que ajudou Ibrahim a constituir uma banda, que estreou no dia 12 de fevereiro de 2006 no New Mornig em Paris, numa performance que colocou ele definitivamente na cena francesa do Jazz Electro Oriental Rock.
Sua música e seu jeito de tocar trompete são muito inspirados de sua cultura de origem: a cultura árabe, mas a instrumentalização por volta dele (baixo, guitarra elétrica, bataria, instrumentos árabes de percussão e vibrafone) e a escolha dos músicos tocando com ele lhe dão uma tonalidade um pouco rock, um pouco electro, um pouco Jazz-Funk e mais contemporânea.
Seus concertos estão geralmente elaborados com músicas vivas, que dão vontade de dançar. Mas sempre tem uma parte mais meditativa no concerto, mais mística que ele costuma chamar de “oração coletiva universal”.
Ibrahim é muito inspirado por sua cultura de origem: a cultura árabe, e este asunto foi tratado no filme documentário Souffle! realizado entre 2005 e 2006 por Christophe Trahand e produzido por Cocottes Minutes. Durante alguns meses, Christophe Trahand seguiu Ibrahim à procura de inspiração e falando também de sua relação com o país de origem e da distância que lhe separam. O filme documentário muito poético foi mostrado na rede TV5 Monde e está disponível em DVD na coleção Docnet films.

## Primeiro álbum solo
• 2007, 15 octobre: Diasporas, 1 CD Mis'Ter Productions.
Lista das m4usicas: 1. Intro — 2. Diaspora — 3. Improvisation kanoun — 4. Hashish — 5. Missin' Ya (Night in Tunisia) — 6. Improvisation oud — 7. Shadows — 8. Verdict — 9. Last wishes — 10. Improvisation trumpet (bonus) — 11. 1925, com Vincent Ségal (bonus)
Após ter gravado álbuns com muitos artistas, Ibrahim lança um primeiro álbum em outubro de 2007. Produzido, composto e realizado com a ajuda de François Lalonde (percussionista e co-realizador do último álbum de Lhassa de Sela) e de Alex MacMahon (electro), ambos originários da cidade de Montreal (Canadá). Ele grava a maioria das músicas em Beirute e Montreal, acaba a gravação e faz a mixagem em Paris. O álbum é masterizado em Nova Iorque.
Ibrahim considera o primeiro álbum um pouco como um livro. Ele não pode “escrever um livro” em uma hora e meia no palco mas ele pode “recitar poemas”. Ele vê uma grande diferença entre a música ao vivo e a música gravada. Ele trabalhou mas de 3 anos entre Paris, Beirute e Montreal, e mais de 30 músicos participaram da criação musical deste álbum.
Lançado em Outubro de 2007, na editora discográfica "Mi'ster productions »  o álbum recebe boas críticas. Todas as revistas generalistas ou especializadas, jornais nacionais, semanais e outras revistas de jazz, de rock, e de world music reconhecem o valor do álbum.
```
 « Uma bela descoberta… uma elegância rara » (Jazz magazine) « um primeiro album impressionante » (JDD), « um virtuoso renovador deste instrumento » (les Inrockuptibles), « uma obra prima » (Mondomix), 4 estrela (Jazzman) e 3 chaves (Telerama).
```

Um sucesso de verdade que permite a este músico fora de norma ficar durante muitos meses entre os músicos de jazz mais vendidos na França.

## Segundo álbum
Lançado no dia 26 de Outubro de 2009, DIACHRONISM é um álbum duplo.
I.DISORIENTAL & II.PARADOXIDENTAL
FEATURINGS: Adnan Jubran, -M-, Jacky Terrasson, e Lollibob (rapper US west coast inventado e interpretado com um certo sarcasmo por Ibrahim)

## Featurings
Lista incompleta de álbuns com a participação de Ibrahim Maalouf:
- Ehlikeyf-Kivilcim- (2012)
- HaÏdouti Orkestar-Dogu-(2012)
- Lulu Zerrad- Les Îles du désert- (2012)
- Juliette Greco-Ça se traverse et c'est beau - (2012)
- Kiran Ahluwalia-Aam Zameen- (2011)
- Piers Faccini, My Wilderness- (2011)
- Armand Amar, Hors la loi (B.O.F)- (2010)
- Salif Keita, La Différence- (2009)
- Armand Amar, Eden à l'Ouest (B.O.F)- (2009)
- Armand Amar, HOME (B.O.F)- (2009)
- Armand Amar, Le Concert (B.O.F) - (2009)
- YOM -Unue- (2009)/
- Sting -If on a winter's night- (2009)/
- Steve Shehan - Awalin- (2009)/
- Smadj -Selin-(2009)/
- Saule -Western- (2009)/
- Vincent Delerm -Quinze Chansons- (2008)/
- Abed Azrié -Mystic-(2008)/
- Tryo -Ce Que l'on sème- (2008)/
- Bumcello -Lychee Queen-(2008)/
- Georges Moustaki -Solitaire- (2008)/
- Vanessa Paradis -Divinidylle- (2007)/
- Toufic Farrouk - Tootya- (2007)/
- Vincent Delerm -Live Cigale- (2007)/
- Vincent Delerm -Favourite Songs- (2007)/
- Mamia Cherif -Double Vie-(2007)/
- Vincent Delerm -Picqures d'arignées- (2006)/
- Arthur H - Adieu Tristesse-(2005)/
- Franck Monnet -Au grand Jour- (2004)/
- Angel Parra -Chante Pablo Neruda-(2004)/
- Jeanne Cherhal - Douze Fois Par An- (2004)/
- Vincent Delerm -Kensigton Square- (2004)/
- François Audrain -Chambres Lointaines-(2004)/
- Amadou et Mariam - Dimanche à Bamako- (2004)/
- Lhasa De Sela-The Living Road- (2003)/
- Disiz La peste -Jeu de Société- (2003)/
- Thomas Fersen -Piece Montée des Grands Jours- (2003)/
- Las Ondas Marteles -Y Despues de Todo- (2003)/
- Matthieu Chédid -Qui de Nous Deux- (2003)/
- Amadou et Mariam -Wati- (2002)/
- Dupain - Camina- (2002)/

upain - Camina- (2002)/